# Ethernet Ring Protection Switching
Ethernet Ring Protection Switching (ERPS) — це технологія, розроблена ITU-T у рамках рекомендації G.8032, яка забезпечує швидке (менш як 50 мс) перемикання трафіку у випадку відмови в Ethernet-мережах із кільцевою топологією. Вона також запобігає утворенню петель, що можуть спричинити проблеми в мережі.
ERPS базується на технології Ethernet Automatic Protection Switching, створеній і запатентованій компанією Extreme Networks. Перша версія (G.8032v1) підтримувала лише одну кільцеву топологію, тоді як друга версія (G.8032v2) дозволяє використовувати кілька кілець і так звану «драбинчасту» структуру (ladder topology).

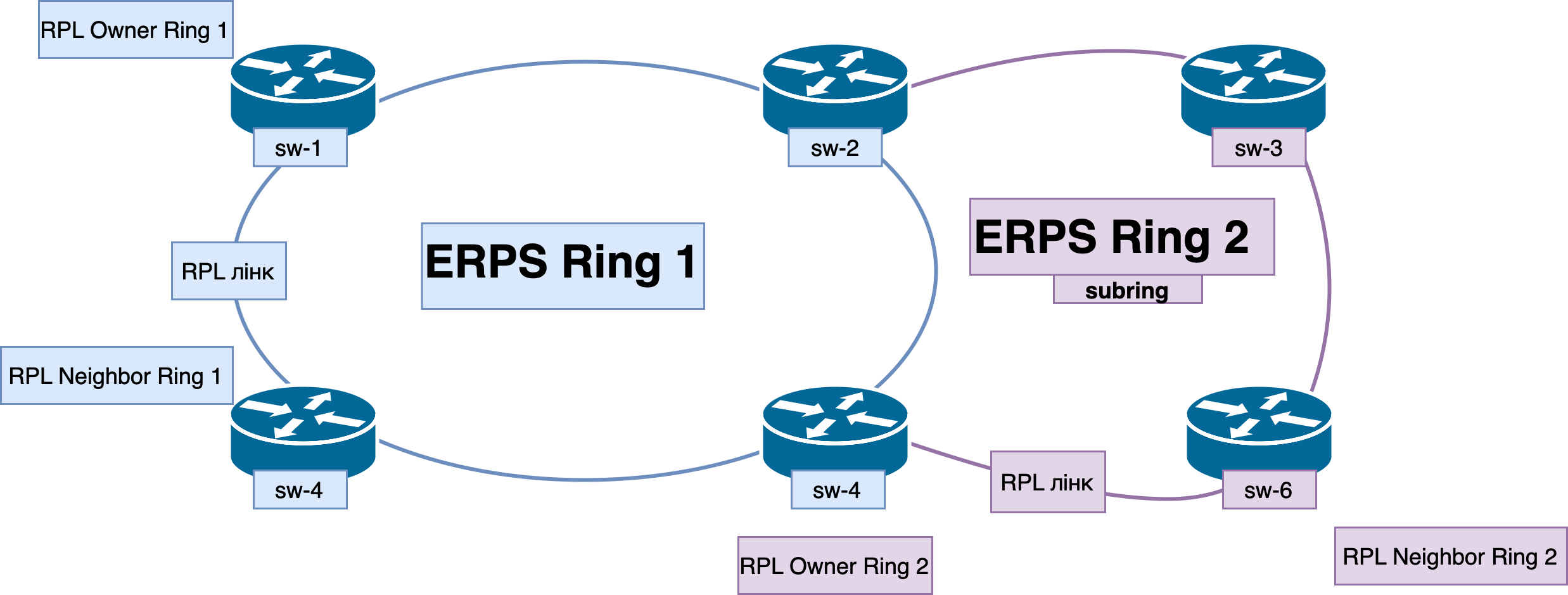
Топологія ERPS кілець

## Огляд
ERPS визначає механізми перемикання захисту та протокол для мереж Ethernet (ETH), побудованих за кільцевою топологією. Використання Ethernet-кілець є економічно вигідним способом організації широкомасштабного багатоточкового з'єднання, оскільки потребує менше фізичних каналів зв'язку.
Протокол і механізми, описані в цій рекомендації, забезпечують високу надійність і стабільність роботи мережі, запобігаючи утворенню петель, які могли б порушити роботу мережі та доступність сервісів. Кожен вузол Ethernet-кільця (Ethernet Ring Node) з'єднаний із сусідніми вузлами двома незалежними лініями зв'язку (ring links). Такі лінії називаються кільцевими зв'язками (ring links), а порти, через які вони підключені, — кільцевими портами (ring ports). Мінімальна кількість вузлів у кільці — три.
Основні принципи цієї архітектури перемикання захисту в кільці:
- Принцип уникнення петель (loop avoidance).
- Використання механізмів навчання, пересилання та фільтрації (learning, forwarding, and Filtering Database, FDB), визначених у функції пересилання Ethernet-трафіку (Ethernet flow forwarding function, ETH_FF).

Уникнення петель (loop avoidance) в Ethernet-кільці досягається шляхом забезпечення того, що трафік може проходити через всі кільцеві зв'язки, крім одного. Цей спеціальний зв'язок називається Кільцевий Захисний Зв'язок (Ring Protection Link, RPL). У нормальному режимі роботи цей зв'язок заблокований і не використовується для обслуговування трафіку.
За блокування трафіку на одному з кінців RPL відповідає власник RPL (RPL Owner Node). Якщо в кільці відбувається збій, власник RPL розблоковує свою сторону RPL (за умови, що сам RPL не пошкоджений), дозволяючи використовувати його для передачі трафіку.
Інший вузол Ethernet-кільця, який межує з RPL, називається сусід RPL (RPL Neighbour Node). Він також може брати участь у процесі блокування або розблокування свого кінця RPL залежно від ситуації.
У разі збою в Ethernet-кільці відбувається перемикання захисту трафіку (protection switching). Цей процес контролюється функціями ETH_FF на всіх вузлах Ethernet-кільця.
Для координації дій із захисту по всьому кільцю використовується протокол автоматичного перемикання захисту (APS protocol, Automatic Protection Switching).

## Ролі вузлів
Простий вузол (Simple Node) — це вузол, який з'єднаний тільки з двома іншими вузлами. Це можуть бути або інші прості вузли, або вузли RPL. Вони не виконують складних функцій управління і здебільшого служать для з'єднання інших вузлів у кільці.
Вузол з'єднання (Interconnection Node) — це вузол, який підключений до трьох інших вузлів. Ці вузли з'єднують основне кільце з підкільцем (subring). Вузли з'єднання часто з'єднані з вузлами RPL, але не завжди (це залежить від розміру кільця). Вони забезпечують пропускний шлях між кільцями та підкільцями, контролюючи трафік, що проходить через них.
Вузол RPL-Owner володіє ланцюгом RPL. Основна роль цього вузла — надсилати контрольні пакети R-APS до інших вузлів. Пакети R-APS містять кілька важливих параметрів. Найважливішими є стан R-APS та запит. Цей вузол управляє блокуванням і розблокуванням порту залежно від стану мережі.
Вузол RPL-Neighbor виконує майже ту ж роль, що й вузол RPL-Owner. Він контролює інший порт одного лінку, що є частиною ланцюга RPL. Зазвичай RPL-Neighbor блокує цей порт для всього трафіку, окрім CFM на тому ж рівні, та реагує на контрольні R-APS кадри, розблоковуючи або блокуючи цей порт відповідно до ситуації.

## G.8032v2
Версія G.8032v2 внесла багато додаткових можливостей, зокрема:
- Підтримку множинних кілець і «драбинчастої» мережі (Multi-ring/ladder network support).
- Режими відновлення після усунення причини перемикання:
- Зворотний (Revertive) — повернення до первинного стану після відновлення з'єднання.
- Незворотний (Non-revertive) — збереження поточного стану після відновлення.
- Адміністративні команди для керування блокуванням портів кільця:
- Forced Switch (FS) — примусове перемикання.
- Manual Switch (MS) — ручне перемикання.
- Оптимізована логіка очищення FDB (Filtering Database, Flush FDB Logic), що значно зменшує кількість операцій очищення в кільці.
- Підтримку кількох екземплярів ERP (Multiple ERP instances) на одному кільці, що дозволяє більш гнучке налаштування мережі.

## G.8032v1
В ERPS є центральний вузол, який називається власником RPL (RPL Owner Node), і який блокує один з портів, щоб запобігти утворенню петель для Ethernet-трафіку. Зв'язок, заблокований власником RPL, називається Кільцевим Захисним Зв'язком (Ring Protection Link, RPL).
Вузол на іншому кінці RPL відомий як сусід RPL (RPL Neighbor Node). Він використовує контрольні повідомлення R-APS для координації дій щодо перемикання стану RPL-зв'язку — увімкнення чи вимкнення.
Будь-який збій у кільці викликає передачу повідомлення R-APS(SF) (R-APS signal fail) в обидва напрямки від вузлів, що прилягають до несправного зв'язку, після того, як ці вузли заблокували порт, що з'єднується з несправним ланцюгом. Отримавши це повідомлення, власник RPL розблоковує порт RPL.
(Зазначимо, що навіть одна відмова ланцюга в будь-якому місці кільця гарантує утворення топології без петель.)
Під час фази відновлення, коли несправний ланцюг відновлюється, вузли, що прилягають до відновленого зв'язку, надсилають повідомлення R-APS(NR) (R-APS no request). Отримавши це повідомлення, власник RPL блокує порт RPL і надсилає повідомлення R-APS(NR, RB) (R-APS no request, RPL blocked).
Це змушує всі інші вузли, окрім власника RPL, розблокувати всі заблоковані порти в кільці.
Цей протокол є досить надійним для роботи в умовах односторонніх та множинних відмов зв'язків у кільцевій топології. Він також включає механізми примусового (FS) та ручного перемикання (MS), які використовуються під час технічного обслуговування мережі.

## Рекомендована література
1. ↑  Example: Configuring Ethernet Ring Protection Switching on QFX Series and EX Series Switches Supporting eLS | Juniper Networks.